# 刺黄果
刺黄果（学名：Carissa carandas）是夹竹桃科假虎刺属的植物。原產於印度．斯里蘭卡等熱帶地區
又名小卡利撒、彩虹櫻桃、紅彩果等等 。